# Dioști (gmina)
Dioști – gmina w Rumunii, w okręgu Dolj. Obejmuje miejscowości Ciocănești, Dioști i Radomir. W 2011 roku liczyła 3054 mieszkańców.